# Blaine (Washington)
 (octobre 2010).
Améliorez-le ou discutez des points à vérifier. 
Pour les articles homonymes, voir Blaine.
Blaine est une ville américaine, dans l'État de Washington, et dont la population était estimée à 3 770 habitants en 2003. La limite nord de la ville est la frontière canadienne. 

## Histoire
La ville a été fondée au XIXe siècle par les pionniers. Ils ont construit un port maritime pour la côte ouest, destiné à l'exportation de l'exploitation forestière et la pêche industrielle, ainsi que point de départ pour les prospecteurs d'or en route vers la Colombie-Britannique. Blaine a été officiellement constituée le 20 mai 1890, et le nom de la ville vient de James G. Blaine (1830-1893).
La conserverie du plus grand saumon du pacifique a été exploitée par l'Association des Packer de l'Alaska depuis des décennies à Blaine. Le site de conserverie a été converti en centre de villégiature vers Semiahmoo Spit. Plusieurs scieries étaient installées dans le secteur de Blaine, et la plupart du bois qui a été transporté de ses quais et des docks pour aider à reconstruire San Francisco après le tremblement de terre de 1906 à San Francisco. Les forêts ont été rapidement identifiées, mais l'industrie de la pêche Blaine est restée solide et robuste dans la seconde moitié du XXe siècle. Dans le Blaine des années 1970, il restait des centaines de bateaux de pêche, qui travaillaient dans les eaux au large des côtes de la Colombie-Britannique, entre l'État de Washington et le sud de l'Alaska. Les deux grands ports de plaisance possèdent des centaines de voiliers de plaisance et de yachts, et une petite flotte de pêcheurs locaux offrent aux visiteurs la vente à quai du saumon, du crabe et des huîtres fraîches. Les amoureux de la nature ont toujours apprécié l'emplacement côtier de Blaine, des pistes cyclables et des sentiers pédestres accessibles. Les ornithologues amateurs à travers le continent ont découvert le contenu élevé de la région et de sa faune sauvage.

## Géographie
La ville est située au nord de l'État de Washington, sur la baie de Bellingham.
Blaine est une ville frontière entre les États-Unis et le Canada. Le poste frontière, Peace Arch Crossing, est le terminus nord de la nationale cinq et le terminus sud de la route provinciale de Colombie-Britannique 99, et sert, pour les véhicules de tourisme, de point d'entrée principale. Le Pacific Border Crossing, à environ deux kilomètres à l'est, est le principal point d'entrée pour le trafic des poids lourds.
La frontière internationale a toujours fait partie de l'ambiance de Blaine. La contrebande est devenue une industrie souterraine, en 1919, avec le passage de la loi interdisant la vente d'alcool et la consommation aux États-Unis.
La contrebande, dans les années 1990, a atteint son apogée avec les exportations de marijuana et de cocaïne des voisins de la Colombie-Britannique, des États-Unis au Canada.
Le parc national de Peace Arch (en) est situé à Blaine, aux frontières américaine et canadienne, et dispose d'un parc sœur du côté canadien, le Peace Arch Provincial Park, dont l'emplacement est à Douglas, en Colombie-Britannique, le port canadien d'entrée et qui fait partie de la ville canadienne de Surrey, Colombie-Britannique.
La ville a une superficie totale de 22,0 km2, dont 14,3 km2 de terres et 7,6 km2) (34,57 %) est de l'eau.
La devise de Blaine est « Où commence l'Amérique » : la communauté est également connue comme « La Porte d'entrée du Pacifique Nord-Ouest », et le « Peace Arch City ». Toutes ces phrases sont des commentaires sur les paramètres régionaux uniques de Blaine. Il se trouve à la pointe nord de l'axe nord-sud des États-Unis et à côté de Drayton Harbor et Boundary Bay (l'extension vers le sud de Boundary Bay est souvent dénommé baie de Semiahmoo).
Blaine possédait un petit aéroport, qui était très populaire auprès des amateurs d'aéronefs, pour son faible prix des carburants et parce qu'il y avait moins de brouillard que les autres aéroports voisins. La piste mesure 774 × 12 m. Au printemps 2006, le gouvernement de la ville a enlevé plusieurs grands arbres au sud de la piste par mesure de précaution. Le conseil municipal a voté en faveur de la fermeture de l'aéroport avant la fin de 2008. L'aéroport a été officiellement fermé le 31 décembre 2008. Le terrain sur lequel est situé l'aéroport est adjacent à un centre commercial et un parc d'activités industrielles. La zone est en cours de planification pour un développement à usage mixte.

## Économie
Une grande partie de l'économie de Blaine est basée sur le commerce à la frontière canadienne. Le côté est de la ville accueille un certain nombre d'entrepôts d'import-export, services de fret et de courrier et de stations de gaz desservant long-courriers, camions de fret. Le ministère de la Sécurité intérieure exploite deux stations d'inspection frontalier de Blaine. Le secteur de Blaine, siège de la patrouille frontalière américaine, emploie des centaines de policiers fédéraux et le personnel de soutien dans la communauté.